# 31 mars 1913
Le 31 mars 1913 est le 90e jour de l'année 1913 du calendrier grégorien. Il s'agit d'un lundi. 

## Événements
- Fausse cérémonie du centenaire d'Hégésippe Simon. Ce personnage imaginaire inventé par le journaliste Paul Birault a mystifié une vingtaine de parlementaires français. La date du 31 mars avait été retenue, dans la mesure où l'information pourrait paraître un 1er avril[1].

## Arts et spectacles
- Représentation du Skandalkonzert au Musikverein de Vienne. La création des Altenberg Lieder d'Alban Berg sous la direction d'Arnold Schönberg suscite un scandale artistique[2]. Deux autres œuvres sont également créées à cette occasion :
  - Les Six pièces pour grand orchestre op. 6 d'Anton Webern.
  - Les Quatre Lieder pour orchestres sur des poèmes de Maurice Maeterlinck d'Alexander von Zemlinsky
- Sortie américaine du film muet de Colin Campbell, A Prisoner of Cabanas.

## Sport
- Quarts de finale du Championnat de France de football USFSA 1913. Les demi-finalistes sont le CASG Paris, l'Olympique de Cette, le FC Rouen, et le SH Marseille[3]

## Naissances
- William Gallant, un marchand et un homme politique canadien[4]

## Décès
- John Pierpont Morgan dit J. P. Morgan, financier et banquier américain (né le 17 avril 1837). Il meurt au  Grand Hôtel de Rome alors qu'il voyageait en Europe. La bourse de New York a suspendu son activité pendant deux heures à l'occasion du passage de son convoi funèbre[5].